# Theobald VI. (Blois)

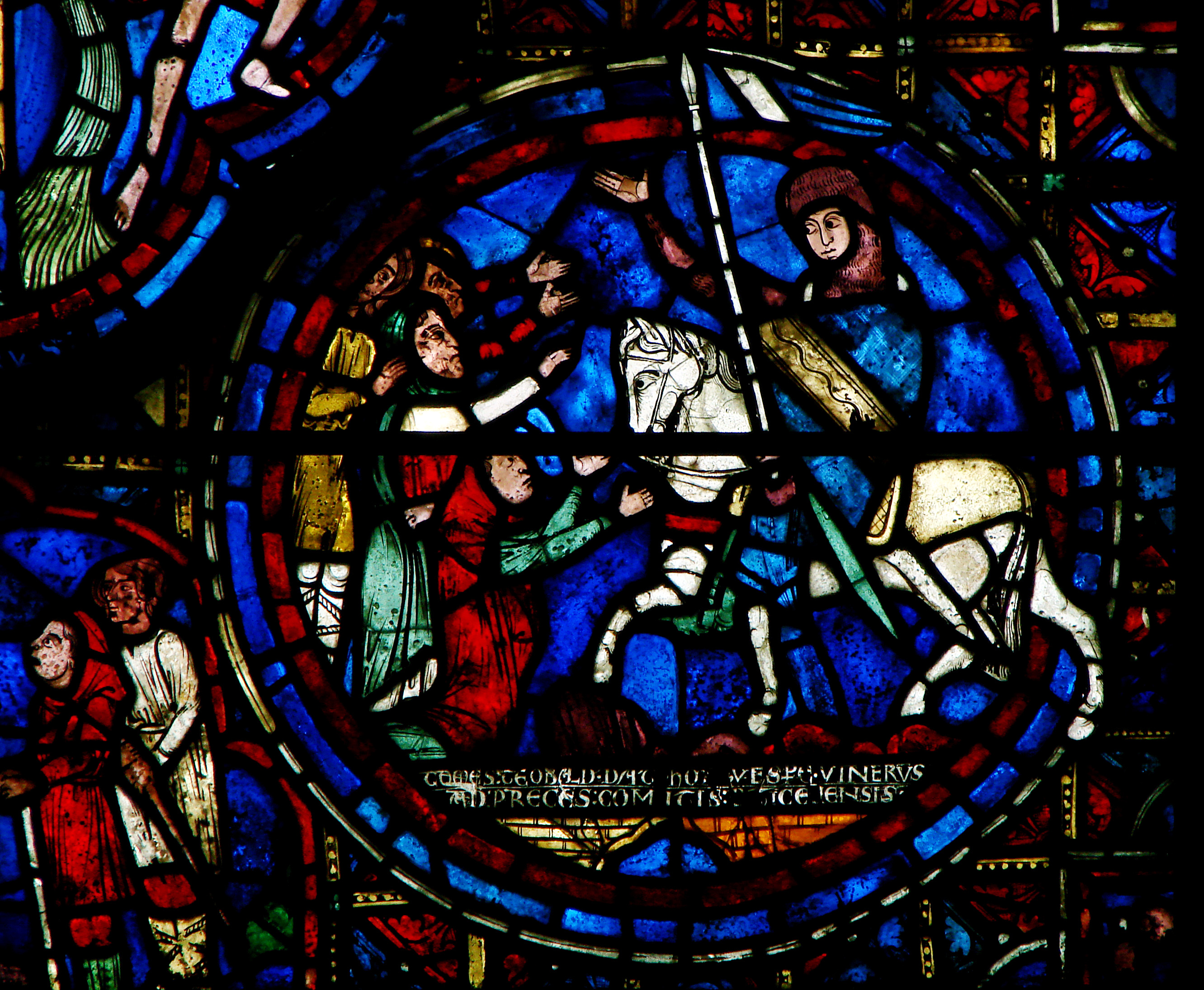
Darstellung Graf Theobalds in einem Fenster der Kathedrale von Chartres

Theobald VI. von Blois (frz. Thibaut VI. de Blois; † April 1218 in La Ferté-Villeneuil) war von 1205 bis 1218 Graf von Blois und Châteaudun, Chartres, Clermont-en-Beauvaisis.
Er war der Sohn von Graf Ludwig, der 1205 auf dem Vierten Kreuzzug fiel, und Katharina von Clermont. Seine beiden Ehen, die erste mit Mathilde von Alençon, die zweite mit Clemence des Roches, blieben kinderlos.
Er kämpfte gegen die Mauren in Kastilien, wo er von Lepra befallen wurde. Nach seiner Rückkehr lebte er bis zu seinem Tod 1218 zurückgezogen in seiner Burg in La Ferté-Villeneuil. Seine Besitzungen hinterließ er seinen Tanten Margarete und Isabella. Der nördliche Teil wurde für Elisabeth zur Grafschaft Chartres, der südliche Rest ging als Grafschaft Blois an Margarete. Die Grafschaft Clermont-en-Beauvaisis verkaufte Theobald kurz vor seinem Tod an die Krone.